# Boban Nikolov
Boban Nikolov (in macedone Бобан Николов?; Štip, 28 luglio 1994) è un calciatore macedone, centrocampista del Borac Banja Luka.

## Caratteristiche tecniche
È un centrocampista aggressivo e abile nello spostarsi da un'area all'altra. Gioca prevalentemente da interno di centrocampo.

## Carriera

### Club
Prodotto del vivaio del Bregalnica Štip, la squadra della sua città, dall'età di 16 anni milita nelle giovanili dell'Academia Hagi, dove rimane per due anni.
Nel 2012 passa al Viitorul Costanza, con cui esordisce nella Liga I, la massima serie rumena, l'8 marzo 2013, nella partita persa per 4-1 contro il Gaz Metan Mediaș. Il 19 maggio seguente segna il suo primo gol in Liga I, nella gara vinta per 5-2 contro la Steaua Bucarest.
Il 1º luglio 2015 viene acquistato a titolo definitivo dalla squadra macedone del Vardar, in cui milita per tre anni, vincendo due campionati macedoni. Con il Vardar esordisce in UEFA Champions League, nei turni preliminari dell'edizione 2015-2016 del torneo.
Il 7 febbraio 2018 viene acquistato a titolo definitivo, per 100 000 euro, dalla squadra ungherese del Fehérvár, con cui esordisce nella massima serie magiara il 24 febbraio 2018, nella partita vinta per 2-1 in casa contro il Vasas. Il primo gol con la maglia del MOL Fehérvár lo realizza, invece, l'11 aprile 2018, nel successo per 4-1 sul campo della Honvéd. Veste la maglia della squadra ungherese per un triennio, vincendo un campionato magiaro e una Coppa d'Ungheria.
Il 19 gennaio 2021 viene ingaggiato dal Lecce, con cui esordisce in Serie B il 24 gennaio, iniziando da titolare la partita casalinga pareggiata per 2-2 contro l'Empoli. In campionato colleziona 13 presenze, di cui solo 3 da titolare, più 2 nei play-off, per poi svincolarsi alla fine della stagione.
Il 20 agosto 2021 firma per lo Sheriff Tiraspol, con cui esordisce in campionato il 12 settembre seguente, subentrando contro il Petrocub Hîncești nella gara casalinga vinta per 2-0. Tre giorni più tardi debutta nella fase a gironi di UEFA Champions League, subentrando nella partita vinta per 2-0 in casa contro lo Šachtar. Il 19 settembre 2021 realizza il suo primo gol nella massima serie moldava, aprendo le marcature nella sfida pareggiata per 1-1 in casa dello Zimbru Chișinău.
Rimasto svincolato, il 17 settembre 2022 si accorda con i rumeni del FCSB.
Il 7 settembre 2023 torna in Ungheria trasferendosi al Kisvárda.

### Nazionale
Debutta con la nazionale maggiore macedone il 29 maggio 2016 nella partita amichevole vinta per 3-1 contro l'Azerbaigian. Il 24 marzo 2017 segna il suo primo gol con la maglia della nazionale, nella vittoria esterna per 0-2 contro il Liechtenstein in una gara valida per le qualificazioni al campionato del mondo del 2018. Convocato per il campionato d'Europa 2020, tenutosi nel 2021, disputa tutte e tre le partite (le prime due da titolare, la terza da subentrante) della nazionale macedone, eliminata al termine della fase a gironi.

## Statistiche
Statistiche aggiornate al 27 maggio 2023.

### Presenze e reti nei club
| Stagione                 | Squadra                  | Campionato               | Campionato | Campionato | Coppe nazionali | Coppe nazionali | Coppe nazionali | Coppe continentali | Coppe continentali | Coppe continentali | Altre coppe | Altre coppe | Altre coppe | Totale | Totale | Totale |
| Stagione                 | Squadra                  | Comp                     | Pres       | Reti       | Comp            | Pres            | Reti            | Comp               | Pres               | Reti               | Comp        | Pres        | Reti        | Pres   | Reti   |        |
| ------------------------ | ------------------------ | ------------------------ | ---------- | ---------- | --------------- | --------------- | --------------- | ------------------ | ------------------ | ------------------ | ----------- | ----------- | ----------- | ------ | ------ | ------ |
| 2012-2013                | Viitorul Costanza        | Liga I                   | 5          | 1          | CR              | 0               | 0               |                    | -                  | -                  |             | -           | -           | 6      | 1      |        |
| 2013-2014                | Viitorul Costanza        | Liga I                   | 18         | 0          | CR              | 2               | 0               |                    | -                  | -                  |             | -           | -           | 20     | 0      |        |
| 2014-2015                | Viitorul Costanza        | Liga I                   | 15         | 1          | CR              | 1               | 0               |                    | -                  | -                  |             | -           | -           | 16     | 1      |        |
| Totale Viitorul Costanza | Totale Viitorul Costanza | Totale Viitorul Costanza | 38         | 2          |                 | 3               | 0               |                    | -                  | -                  |             | -           | -           | 41     | 3      |        |
| 2015-2016                | Vardar                   | PL                       | 20         | 1          | CM              | 2               | 0               | UCL                | 1                  | 0                  |             | -           | -           | 23     | 1      |        |
| 2016-2017                | Vardar                   | PL                       | 34         | 7          | CM              | 3               | 2               | UCL                | 1                  | 0                  |             | -           | -           | 38     | 9      |        |
| 2017-feb. 18             | Vardar                   | PL                       | 10         | 0          | CM              | 0               | 0               | UCL+UEL            | 4+8                | 3+0                |             | -           | -           | 22     | 3      |        |
| Totale Vardar            | Totale Vardar            | Totale Vardar            | 64         | 8          |                 | 5               | 2               |                    | 14                 | 3                  |             | -           | -           | 83     | 13     |        |
| feb.-giu. 2018           | Fehérvár                 | NBI                      | 13         | 3          | CU              | 0               | 0               | UEL                | 0                  | 0                  |             | -           | -           | 13     | 3      |        |
| 2018-2019                | Fehérvár                 | NBI                      | 29         | 2          | CU              | 8               | 1               | UCL+UEL            | 8+6                | 0                  |             | -           | -           | 51     | 3      |        |
| 2019-2020                | Fehérvár                 | NBI                      | 22         | 1          | CU              | 4               | 2               | UEL                | 3                  | 0                  |             | -           | -           | 29     | 3      |        |
| 2020-gen. 21             | Fehérvár                 | NBI                      | 9          | 1          | CU              | 0               | 0               | UCL                | 4                  | 1                  |             | -           | -           | 13     | 2      |        |
| Totale MOL Fehérvár      | Totale MOL Fehérvár      | Totale MOL Fehérvár      | 73         | 7          |                 | 12              | 3               |                    | 21                 | 1                  |             | -           | -           | 106    | 11     |        |
| gen.-giu. 2021           | Lecce                    | B                        | 13+2       | 0          | CI              | 0               | 0               |                    | -                  | -                  |             | -           | -           | 15     | 0      |        |
| 2021-2022                | Sheriff Tiraspol         | DN                       | 14         | 3          | CM              | 0               | 0               | UCL+UEL            | 5+2                | 1+0                |             | -           | -           | 21     | 4      |        |
| 2022-2023                | FCSB                     | Liga I                   | 11         | 0          | CR              | 2               | 0               |                    | -                  | -                  |             | -           | -           | 13     | 0      |        |
| Totale carriera          | Totale carriera          | Totale carriera          | 215        | 20         |                 | 22              | 5               |                    | 42                 | 5                  |             | -           | -           | 278    | 30     |        |

### Cronologia presenze e reti in nazionale
| Cronologia completa delle presenze e delle reti in nazionale ― Macedonia del Nord | Cronologia completa delle presenze e delle reti in nazionale ― Macedonia del Nord | Cronologia completa delle presenze e delle reti in nazionale ― Macedonia del Nord | Cronologia completa delle presenze e delle reti in nazionale ― Macedonia del Nord | Cronologia completa delle presenze e delle reti in nazionale ― Macedonia del Nord | Cronologia completa delle presenze e delle reti in nazionale ― Macedonia del Nord | Cronologia completa delle presenze e delle reti in nazionale ― Macedonia del Nord | Cronologia completa delle presenze e delle reti in nazionale ― Macedonia del Nord |
| Data                                                                              | Città                                                                             | In casa                                                                           | Risultato                                                                         | Ospiti                                                                            | Competizione                                                                      | Reti                                                                              | Note                                                                              |
| --------------------------------------------------------------------------------- | --------------------------------------------------------------------------------- | --------------------------------------------------------------------------------- | --------------------------------------------------------------------------------- | --------------------------------------------------------------------------------- | --------------------------------------------------------------------------------- | --------------------------------------------------------------------------------- | --------------------------------------------------------------------------------- |
| 29-5-2016                                                                         | Bad Erlach                                                                        | Azerbaigian                                                                       | 1 – 3                                                                             | Macedonia                                                                         | Amichevole                                                                        | -                                                                                 | 31’ 82’                                                                           |
| 2-6-2016                                                                          | Skopje                                                                            | Macedonia                                                                         | 1 – 3                                                                             | Iran                                                                              | Amichevole                                                                        | -                                                                                 | 46’                                                                               |
| 24-3-2017                                                                         | Vaduz                                                                             | Liechtenstein                                                                     | 0 – 2                                                                             | Macedonia                                                                         | Qual. Mondiali 2018                                                               | 1                                                                                 |                                                                                   |
| 2-9-2017                                                                          | Haifa                                                                             | Israele                                                                           | 0 – 1                                                                             | Macedonia                                                                         | Qual. Mondiali 2018                                                               | -                                                                                 | 63’                                                                               |
| 5-9-2017                                                                          | Strumica                                                                          | Macedonia                                                                         | 1 – 1                                                                             | Albania                                                                           | Qual. Mondiali 2018                                                               | -                                                                                 | 58’                                                                               |
| 11-11-2017                                                                        | Skopje                                                                            | Macedonia                                                                         | 2 – 0                                                                             | Norvegia                                                                          | Amichevole                                                                        | -                                                                                 | 76’                                                                               |
| 23-3-2018                                                                         | Belek                                                                             | Finlandia                                                                         | 0 – 0                                                                             | Macedonia                                                                         | Amichevole                                                                        | -                                                                                 | 66’                                                                               |
| 27-3-2018                                                                         | Aksu                                                                              | Azerbaigian                                                                       | 1 – 1                                                                             | Macedonia                                                                         | Amichevole                                                                        | -                                                                                 | 69’                                                                               |
| 6-9-2018                                                                          | Gibilterra                                                                        | Gibilterra                                                                        | 0 – 2                                                                             | Macedonia                                                                         | UEFA Nations League 2018-2019 - 1º turno                                          | -                                                                                 |                                                                                   |
| 9-9-2018                                                                          | Skopje                                                                            | Macedonia                                                                         | 2 – 0                                                                             | Armenia                                                                           | UEFA Nations League 2018-2019 - 1º turno                                          | -                                                                                 | 74’ 84’                                                                           |
| 13-10-2018                                                                        | Skopje                                                                            | Macedonia                                                                         | 4 – 1                                                                             | Liechtenstein                                                                     | UEFA Nations League 2018-2019 - 1º turno                                          | -                                                                                 | 69’                                                                               |
| 16-11-2018                                                                        | Vaduz                                                                             | Liechtenstein                                                                     | 0 – 2                                                                             | Macedonia                                                                         | UEFA Nations League 2018-2019 - 1º turno                                          | -                                                                                 |                                                                                   |
| 19-11-2018                                                                        | Skopje                                                                            | Macedonia                                                                         | 4 – 0                                                                             | Gibilterra                                                                        | UEFA Nations League 2018-2019 - 1º turno                                          | -                                                                                 |                                                                                   |
| 21-3-2019                                                                         | Skopje                                                                            | Macedonia del Nord                                                                | 3 – 1                                                                             | Lettonia                                                                          | Qual. Euro 2020                                                                   | -                                                                                 |                                                                                   |
| 24-3-2019                                                                         | Lubiana                                                                           | Slovenia                                                                          | 1 – 1                                                                             | Macedonia del Nord                                                                | Qual. Euro 2020                                                                   | -                                                                                 | 19’                                                                               |
| 7-6-2019                                                                          | Skopje                                                                            | Macedonia del Nord                                                                | 0 – 1                                                                             | Polonia                                                                           | Qual. Euro 2020                                                                   | -                                                                                 | 62’                                                                               |
| 10-6-2019                                                                         | Skopje                                                                            | Macedonia del Nord                                                                | 1 – 4                                                                             | Austria                                                                           | Qual. Euro 2020                                                                   | -                                                                                 | 67’                                                                               |
| 5-9-2019                                                                          | Be'er Sheva                                                                       | Israele                                                                           | 1 – 1                                                                             | Macedonia del Nord                                                                | Qual. Euro 2020                                                                   | -                                                                                 | 7’ 75’                                                                            |
| 9-9-2019                                                                          | Rīga                                                                              | Lettonia                                                                          | 0 – 2                                                                             | Macedonia del Nord                                                                | Qual. Euro 2020                                                                   | -                                                                                 | 75’                                                                               |
| 10-10-2019                                                                        | Skopje                                                                            | Macedonia del Nord                                                                | 2 – 1                                                                             | Slovenia                                                                          | Qual. Euro 2020                                                                   | -                                                                                 |                                                                                   |
| 13-10-2019                                                                        | Varsavia                                                                          | Polonia                                                                           | 2 – 0                                                                             | Macedonia del Nord                                                                | Qual. Euro 2020                                                                   | -                                                                                 | 19’ 88’                                                                           |
| 19-11-2019                                                                        | Skopje                                                                            | Macedonia del Nord                                                                | 1 – 0                                                                             | Israele                                                                           | Qual. Euro 2020                                                                   | 1                                                                                 | 60’                                                                               |
| 5-9-2020                                                                          | Skopje                                                                            | Macedonia del Nord                                                                | 2 – 1                                                                             | Armenia                                                                           | UEFA Nations League 2020-2021 - 1º turno                                          | -                                                                                 | 75’                                                                               |
| 8-9-2020                                                                          | Tbilisi                                                                           | Georgia                                                                           | 1 – 1                                                                             | Macedonia del Nord                                                                | UEFA Nations League 2020-2021 - 1º turno                                          | -                                                                                 | 59’ 65’                                                                           |
| 8-10-2020                                                                         | Skopje                                                                            | Macedonia del Nord                                                                | 2 – 1                                                                             | Kosovo                                                                            | Qual. Euro 2020                                                                   | -                                                                                 |                                                                                   |
| 11-10-2020                                                                        | Tallinn                                                                           | Estonia                                                                           | 3 – 3                                                                             | Macedonia del Nord                                                                | UEFA Nations League 2020-2021 - 1º turno                                          | -                                                                                 | 64’                                                                               |
| 14-10-2020                                                                        | Skopje                                                                            | Macedonia del Nord                                                                | 1 – 1                                                                             | Georgia                                                                           | UEFA Nations League 2020-2021 - 1º turno                                          | -                                                                                 | 88’                                                                               |
| 12-11-2020                                                                        | Tbilisi                                                                           | Georgia                                                                           | 0 – 1                                                                             | Macedonia del Nord                                                                | Qual. Euro 2020                                                                   | -                                                                                 | 62’ 84’                                                                           |
| 15-11-2020                                                                        | Skopje                                                                            | Macedonia del Nord                                                                | 2 – 1                                                                             | Estonia                                                                           | UEFA Nations League 2020-2021 - 1º turno                                          | -                                                                                 | 34’                                                                               |
| 25-3-2021                                                                         | Bucarest                                                                          | Romania                                                                           | 3 – 2                                                                             | Macedonia del Nord                                                                | Qual. Mondiali 2022                                                               | -                                                                                 | 36’ 54’                                                                           |
| 28-3-2021                                                                         | Skopje                                                                            | Macedonia del Nord                                                                | 5 – 0                                                                             | Liechtenstein                                                                     | Qual. Mondiali 2022                                                               | -                                                                                 | 58’                                                                               |
| 31-3-2021                                                                         | Duisburg                                                                          | Germania                                                                          | 1 – 2                                                                             | Macedonia del Nord                                                                | Qual. Mondiali 2022                                                               | -                                                                                 | 59’                                                                               |
| 1-6-2021                                                                          | Skopje                                                                            | Macedonia del Nord                                                                | 1 – 1                                                                             | Slovenia                                                                          | Amichevole                                                                        | -                                                                                 | 58’                                                                               |
| 4-6-2021                                                                          | Skopje                                                                            | Macedonia del Nord                                                                | 4 – 0                                                                             | Kazakistan                                                                        | Amichevole                                                                        | -                                                                                 | 81’                                                                               |
| 13-6-2021                                                                         | Bucarest                                                                          | Austria                                                                           | 3 – 1                                                                             | Macedonia del Nord                                                                | Euro 2020 - 1º turno                                                              | -                                                                                 | 63’                                                                               |
| 17-6-2021                                                                         | Bucarest                                                                          | Ucraina                                                                           | 2 – 1                                                                             | Macedonia del Nord                                                                | Euro 2020 - 1º turno                                                              | -                                                                                 | 46’                                                                               |
| 21-6-2021                                                                         | Amsterdam                                                                         | Macedonia del Nord                                                                | 0 – 3                                                                             | Paesi Bassi                                                                       | Euro 2020 - 1º turno                                                              | -                                                                                 | 78’                                                                               |
| 8-9-2021                                                                          | Skopje                                                                            | Macedonia del Nord                                                                | 0 – 0                                                                             | Romania                                                                           | Qual. Mondiali 2022                                                               | -                                                                                 | 78’                                                                               |
| 8-10-2021                                                                         | Vaduz                                                                             | Liechtenstein                                                                     | 0 – 4                                                                             | Macedonia del Nord                                                                | Qual. Mondiali 2022                                                               | 1                                                                                 | 70’                                                                               |
| 11-10-2021                                                                        | Skopje                                                                            | Macedonia del Nord                                                                | 0 – 4                                                                             | Germania                                                                          | Qual. Mondiali 2022                                                               | -                                                                                 | 58’                                                                               |
| 24-3-2022                                                                         | Palermo                                                                           | Italia                                                                            | 0 – 1                                                                             | Macedonia del Nord                                                                | Qual. Mondiali 2022                                                               | -                                                                                 | 58’                                                                               |
| 29-3-2022                                                                         | Porto                                                                             | Portogallo                                                                        | 2 – 0                                                                             | Macedonia del Nord                                                                | Qual. Mondiali 2022                                                               | -                                                                                 | 87’                                                                               |
| 2-6-2022                                                                          | Sofia                                                                             | Bulgaria                                                                          | 1 – 1                                                                             | Macedonia del Nord                                                                | UEFA Nations League 2022-2023 - 1º turno                                          | -                                                                                 | 72’                                                                               |
| 5-6-2022                                                                          | Gibilterra                                                                        | Gibilterra                                                                        | 0 – 2                                                                             | Macedonia del Nord                                                                | UEFA Nations League 2022-2023 - 1º turno                                          | 1                                                                                 |                                                                                   |
| 9-6-2022                                                                          | Skopje                                                                            | Macedonia del Nord                                                                | 0 – 3                                                                             | Georgia                                                                           | UEFA Nations League 2022-2023 - 1º turno                                          | -                                                                                 | 59’                                                                               |
| 12-6-2022                                                                         | Skopje                                                                            | Macedonia del Nord                                                                | 4 – 0                                                                             | Gibilterra                                                                        | UEFA Nations League 2022-2023 - 1º turno                                          | -                                                                                 | 83’                                                                               |
| 17-11-2022                                                                        | Skopje                                                                            | Macedonia del Nord                                                                | 1 – 1                                                                             | Finlandia                                                                         | Amichevole                                                                        | -                                                                                 | 59’                                                                               |
| 20-11-2022                                                                        | Skopje                                                                            | Macedonia del Nord                                                                | 1 – 3                                                                             | Azerbaigian                                                                       | Amichevole                                                                        | -                                                                                 | 40’, 52’                                                                          |
| Totale                                                                            |                                                                                   | Presenze                                                                          | 48                                                                                |                                                                                   | Reti                                                                              | 4                                                                                 |                                                                                   |

## Palmarès

### Club

#### Competizioni nazionali
- Campionato macedone: 2

Vardar: 2015-2016, 2016-2017
- Campionato ungherese: 1

MOL Vidi: 2017-2018
- Coppa d'Ungheria: 1

MOL Vidi: 2018-2019
- Campionato moldavo: 1

Sheriff Tiraspol: 2021-2022
- Coppa di Moldavia: 1

Sheriff Tiraspol: 2021-2022